# Enzo Mocellin
Enzo Mocellin (Padova, 1º novembre 1956) è un ex calciatore italiano, di ruolo centrocampista.

## Carriera
Cresciuto nel Padova, dove debutta nel 1975, viene notato dal Napoli, che lo ingaggia per la stagione 1977-1978 di Serie A. L'anno successivo passa al Lanerossi Vicenza, mentre nel 1981 veste la maglia della Ternana. Chiude la sua carriera nel 1989 al Casale.

## Palmarès
- Campionato italiano Serie C2: 1

Casale: 1988-1989 (girone A)